# スーパースコープ6
『スーパースコープ6』（スーパースコープ シックス）は、1993年6月21日に任天堂から発売されたスーパーファミコン用ゲームソフト。スーパースコープ本体と同梱。

## ゲームの下準備
「FIRE」ボタンでタイトル画面を撃つと、下準備として照準を合わせる画面に移行する。2回試し撃ちを行うとゲームモードの選択に移行する。照準が定まらない時は、この試し撃ちを何度も行う必要がある。

## ゲームの種類
ブラストリスとレーザーブレーザーの2種類から選択する。画面の上を撃つとブラストリスに、下を撃つとレーザーブレーザーのモードに入る。ゲームは計6種類。

## ブラストリス

### ブラストリスA
テトリスの画面を横にしたもの。左からくる正方形ブロック4つで構成された棒形・正方形・S形・Z形・J形・L形・T形をスーパースコープのボタンを押して弾を撃ち込み、ブロックを壊して適当な形に変えていき、縦一列に並べるように右端の縦列に配置していく。無論、2段 - 4段同時消しも可能。通常は弾一発につき一個のブロックを破壊し形を整えていくが、ややシビアだがブロックとブロックの繋ぎ目を狙う事で複数を同時に破壊する事も可能。7つの横の列のいずれかが左端までブロックが詰まれるとゲームオーバーになる。縦の列を右端に積んで消すと、右上に表示されている丸いランプが点灯する。全部で5つあり、全て点灯するとステージクリアとなる。2人プレイも可能。

### ブラストリスB
上から降ってくる青・緑・黄の色柄の正方形ブロックを、スーパースコープのボタンを押して弾を当てることで色柄を変えることができる。ブロックの種類は、上から降ってくるものはノーマルブロックと金属ブロック、ステージ開始時に最初からフィールドに配置されているモンスターブロックの三種類。この内の金属ブロックはどの面も同じ色柄のため、弾を撃っても色柄が変えられない。いずれのブロックも、コラムスのように縦・横・斜めのいずれかに同じ絵柄を3つ以上並べることで消すことができる。連鎖消しも可能。ステージクリアモードとスコアアタックモードの2種類から選べる。

### モールパトロール
複数の穴からランダムに顔を出すモーリアンという生物を撃っていく、いわゆるモグラ叩きゲームとなっている。青と赤のモーリアンがおり、プレイヤーはそのうちの青のモーリアンを退治することが目的である。赤のモーリアンを撃つとゲームスピードが速くなる。ステージクリアモードとスコアアタックモードの2種類から選べる。

## レーザーブレーザー
いずれのモードも規定された数を撃墜すればクリアとなる。ミスを犯すと左下のミスゲージがカウントされ、これを4回繰り返すとアラートが鳴り、5回繰り返すとゲームオーバーになる。ゲームオーバーまたはゲームクリアでスコアを超えると、コンティニュー画面で担当するオペレーターが変化する。

### インターセプト
右、あるいは左方向から飛来するミサイルの撃墜が目的。ミサイルを撃ち落とさずに画面から外れるとミスとなる。ミサイルは見た目以外に大小の違い（正確には画面手前か画面奥の遠方を飛んでいるかの遠近の違い）があり、遠くのミサイルほどこちらの発射した弾が当たるまでのタイムラグが大きくなる。レベルによっては飛行機に乗ったマリオがロケットミサイルに乗ったレミー（取扱説明書では「バウザー」と記載）に追いかけられていることがある。バウザー（レミー）を撃つとミスゲージが1つ減り、マリオを撃つとミスとなる。
2人プレイもできる。

### エンゲージ
前方から来る敵戦闘機の撃墜が目的。敵はミサイルで攻撃してくる為、警告音が鳴るタイミングを見計らい迎撃しなければならない。画面右下には燃料ゲージがあり、これが切れた時点でゲームオーバーになる。燃料は各レベルをクリアする度、輸送機に合体し全回復される。赤色の輸送機に合体されるとミスゲージが1つ減少する。

### コンフロント
前方から来るエイリアンなどの撃墜が目的。敵はビームで攻撃してくる為、如何に速く撃墜するかがポイントになる。攻撃するタイミングは白→赤の順で変化し、赤く点滅すると攻撃の前触となる。敵そのものが点滅しているものもあり、撃墜するとミスゲージが1つ減少する。

## その他
ゲームボーイアドバンス用ソフト「メイド イン ワリオ」のナインボルトステージに、本作レーザーブレーザーを模したミニゲームが登場する。